# 沼部春友
沼部 春友（ぬまべ はるとも、1938年6月11日 - 2022年5月3日）は、日本の神道学者。國學院大學伝統文化リサーチセンター客員教授、同大学講師。専門は神道祭祀儀礼。栃木県須賀神社宮司。

## 生涯

### 須賀神社禰宜
1938年（昭和13年）、栃木県小山市の須賀神社の社家に生まれる。父は同社宮司の沼部忠雄。
1961年（昭和36年）、國學院大學文学部神道学科を卒業した後、同年中に須賀神社禰宜に任じられた。
1962年（昭和37年）、國學院大學文学部副手に就任。1967年（昭和42年）同大大学院博士課程神道学専攻修了。1970年（昭和45年）、同大文学部講師となる。

### 須賀神社宮司
1981年（昭和56年）、父・忠雄から宮司職を継承した。また同年には國學院大學栃木短期大学助教授となり、1984年（昭和59年）に同短大教授となった。
國學院大學教授を務め、2009年（平成21年）退職。その後は、同大学講師、神社本庁祭祀審議委員会委員などを務めた。

### 須賀神社名誉宮司
令和に入り、須賀神社名誉宮司となった。2022年（令和4年）5月3日、83歳で帰幽（逝去）した。

## 著書

### 論文
- 「神社合祀に関する一考察」『宗教研究』第214号、1973年。

### 単著
- 『神道祭式の基礎作法』みそぎ文化社、1971年。
- 『神道儀礼の原点』錦正社、2000年。

### 共著
- 大原康男、薗田稔『神道：日本の民族宗教』弘文堂、1988年。

### 編著
- 茂木貞純『新神社祭式行事作法教本』戎光祥出版、2011年。ISBN 978-4-86403-033-5。
- 茂木貞純『神道祭祀の伝統と祭式』戎光祥出版、2018年。ISBN 978-4-86403-278-0。

## 人物
- 趣味は弓道である[4]。